# Уорд, Барбара
Барбара Мэри Уорд, баронесса Джексон оф Лодсворт (англ. Barbara Mary Ward, Baroness Jackson of Lodsworth; 23 мая 1914, Йорк — 31 мая 1981) — английская экономистка и писательница.
Специалист в области экономического развития и проблем развивающихся стран, одна из пионеров концепции устойчивого развития. Училась в Сорбонне и Оксфорде. Преподавала в Кембриджском и Колумбийском университетах. Основательница Международного института окружающей среды и развития (International Institute for Environment and Development). 
Муж Уорд (с 1950) — австралийский политик, военно-морской офицер и функционер ООН сэр Роберт Джексон (1911-91). Дама ордена Британской империи. Титул баронессы получила в 1976 г.

## Основные произведения
- «Богатые нации и бедные нации» (The Rich Nations and the Poor Nations, 1961);
- «План под прессом» (The Plan under Pressure, 1963).
- «Только одна Земля» (Only One Earth, 1972, в соавторстве с Рене Дюбо).